# Marnay (Vienne)
Marnay – miejscowość i gmina we Francji, w regionie Nowa Akwitania, w departamencie Vienne.
Według danych na rok 1990 gminę zamieszkiwało 501 osób, a gęstość zaludnienia wynosiła 11 osób/km² (wśród 1467 gmin regionu Poitou-Charentes Marnay plasuje się na 554. miejscu pod względem liczby ludności, natomiast pod względem powierzchni na miejscu 51.).